# قصر الزاوش

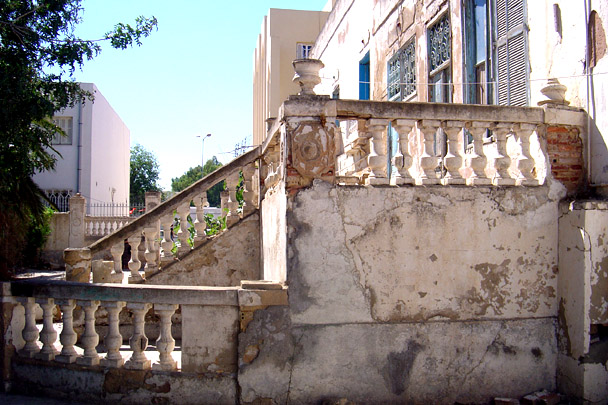
مدرج القصر

قصر الزاوش، هو قصر مهجور يقع في مدينة أريانة شمال وسط العاصمة تونس. يرجع بناء القصر إلى القرن الثامن العشر وقد أخذ اسمه عن الجنرال بشير الزاوش. يعد القصر من المعالم القديمة القليلة التي مازات قائمة في أريانة وهو أحد ثلاثة قصور كبيرة تقع في المدينة إلى جانب قصر البكوش وقصر بن عياد. تحيط بالقصر حديقة كبيرة يوجد بها عدة أشجار نخيل. يطغى على الطابع المعماري لغرف القصر الطراز الأندلسي كأغلب القصور التونسية. بني بجانبه عام 1999 مبنى إداري صغير.

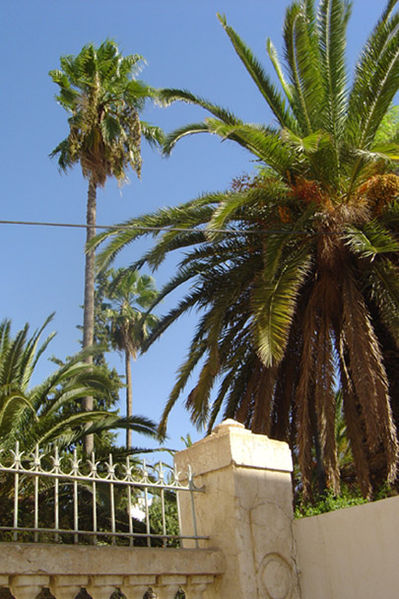
صورة من حديقة القصر
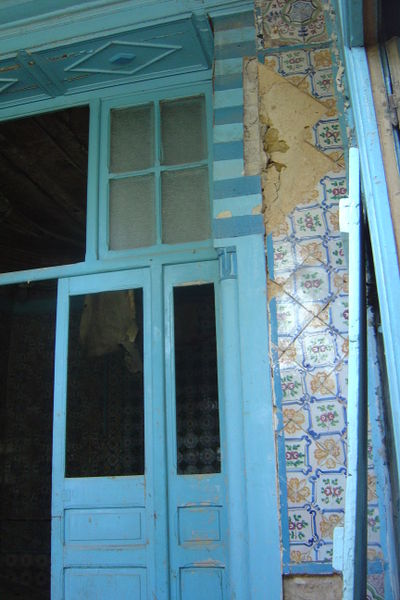
صورة لأحد أبواب القصر
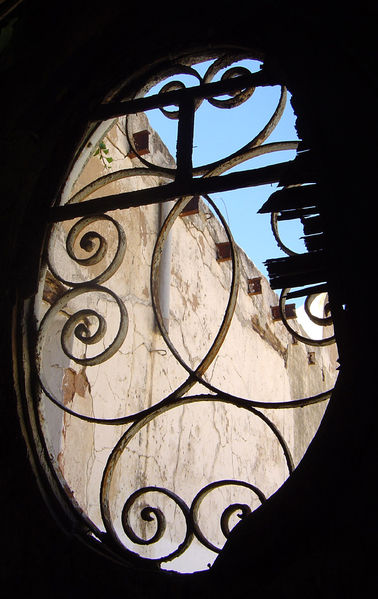
صورة لأحد النوافذ السقفية للقصر